# Henri Vermeersch
Henricus Joannes Marie (Henri) Vermeersch (Bassevelde, 10 augustus 1815 – Duffel, 10 augustus 1886) was een Belgische orgelbouwer.

## Loopbaan
Hij was zoon van Angeline Decleene en huidvetter Pieter Henricus Vermeersch. Hijzelf was getrouwd met Joanna Paulina Somers.
Vermeersch leerde en werkte tussen 1832 en 1839 bij orgelbouwer François Loret, die zijn schoonbroer/zwager was. Samen zouden zij ook het orgel van de kerk in Bassevelde hebben gerepareerd. In 1839 ging hij als vennoot aan de slag bij bouwer Theodoor Smet in Duffel. Bij diens overlijden in 1853 zette Vermeersch het bedrijf voort.
Echtpaar Vermeersch had twee dochters. De oudste, Emma, huwde met orgelbouwer Petrus Elias Stevens, die het bedrijf van Smet-Vermeersch voortzette. Dezelfde Stevens gaf op 16 augustus 1886 het overlijden van Vermeersch aan; die stond toen te boek als rentenier.

## Orgelbouwstijl
Hij was een orgelbouwer die, geworteld in een traditie die teruggaat tot de 18de eeuw, aarzelende stappen zetten in de richting van de opkomende romantiek, waarbij zowel in het orkest als het orgel nieuwe klankkleuren werden toegevoegd en gestreefd werd naar een grotere klankversmelting dan bij het barokorkest. Hij behoort hiermee tot de orgelbouwers die bouwen in een classicistisch-romantische stijl.

## Instrumenten en werkzaamheden
- 1853: Sint-Pietersbandenkerk (Beringen): het grootste Vermeersch orgel in België. In 2013 grondig hersteld.
- 1854: Steenokkerzeel, Sint-Rumolduskerk
- 1857-1865: Heffen (deelgemeente van Mechelen)
- 1861: Vermeersch verplaatst het beroemde Van Peteghemorgel in de Sint-Romboutskathedraal van Mechelen vanuit de zijbeuk naar het nieuwe doksaal.
- 1863: Rotterdam: Onze-Lieve-Vrouw-Onbevlekt-Ontvangenkerk; in 1899 verplaatst door Michaël Maarschalkerweerd naar de Sint-Ignatiuskerk,[3], die op zijn beurt in 1967/1968 afgebroken werd ten behoeve van woningbouw [4],
- 1870: Brasschaat, Sint-Antoniuskerk
- 1871: Oudergem, Sint-Annakerk
- 1885: Sint-Jan-in-de-Oliekerk (Vremde)
- Lier, Sint-Gummaruskerk (gedeeltelijk als koororgel bewaard gebleven)
- Diest

Familie Anneessens · Charles Anneessens · Jules Anneessens · Pieter-Hubertus Anneessens · Frans Boon · Arnold Clerinx · George Cloetens · Gebroeders Decap Antwerpen · Frans Decap · Delhaye · Familie Delmotte · De Volder · Philippe Forrest · Hooghuys · Kerckhoff · Loncke · Loret (familie) · Leo Lovaert · Mortier · Joris Potvlieghe · Pierre Schyven · Theodoor Smet · Gebroeders Van Bever · Pieter-Adam Van Dinter · Charles Louis Vanhoutte · Van Peteghem · Familie Verbeeck · Vereecken · Wim Winters